# Hatsuzuki
El Hatsuzuki (初月 primera luna?) fue un destructor de la clase Akizuki que sirvió en la Armada Imperial Japonesa durante la Segunda Guerra Mundial.

## Historia
El 16 de enero de 1944 remolcó hasta Kure a su gemelo Suzutsuki, dañado en combate. El 19 de junio del mismo año rescató a supervivientes del portaaviones Taihō. Resultó hundido en la batalla de Cabo Engaño en la posición (20°24′N 126°20′E / 20.400, 126.333) por un grupo de destructores estadounidenses, mientras rescataba a los supervivientes de los portaaviones Zuikaku y Zuihō junto a los destructores Wakatsuki y Kuwa. Los únicos supervivientes fueron los ocupantes de un bote, 8 miembros de la dotación y 17 marinos del Zuikaku que habían sido rescatados previamente, tardando 3 semanas en alcanzar Formosa.